# Louis Paul Emile Richard
Louis Paul Emile Richard   (Rennes, 31 de març de 1795 - París, 11 de març de 1849), o simplement Louis Richard, fou un professor de matemàtiques francès del segle xix.

## Vida i Obra
Fill d'un oficial d'artilleria, un defecte físic, fruit d'un accident d'infant, el va impedir seguir la carrera militar. El 1814 és nomenat cap d'estudis del Lycée de Douai, on va establir una amistat duradora amb el matemàtic i historiador Alexandre Joseph Hidulphe Vincent. El 1815 va entrar en el col·legi reial de Pontivy on va ser professor de matemàtiques especials i de ciències físiques. El 1820 és nomenat professor de matemàtiques elementals al col·legi reial de Sant Lluís (París) i, finalment, el 1827 entra en el Lycée Louis-le-Grand, on va ser professor de matemàtiques especials fins a la seva mort.
Richard no va publicar cap llibre ni article original. Només és conegut per haver estat el professor de secundària de cèlebres matemàtics com Galois o Hermite entre d'altres. La seva relació amb Galois, per exemple, va ser especialment engrescadora pel seu alumne.